# La Course de bobsleigh
La Course de bobsleigh (parfois appelée Bobsleigh ou La Vertigineuse Course de bobsleigh) est un parcours de montagnes russes en fonction de 1995 à 2017 dans le Village suisse du parc à thèmes Nigloland à Dolancourt, dans le département de l'Aube.
Depuis mai 2018, il est exploité sous le nom de Bobsleigh dans le parc de la Vallée, situé à Val en Vignes, dans le département des Deux-Sèvres.

## Parcours

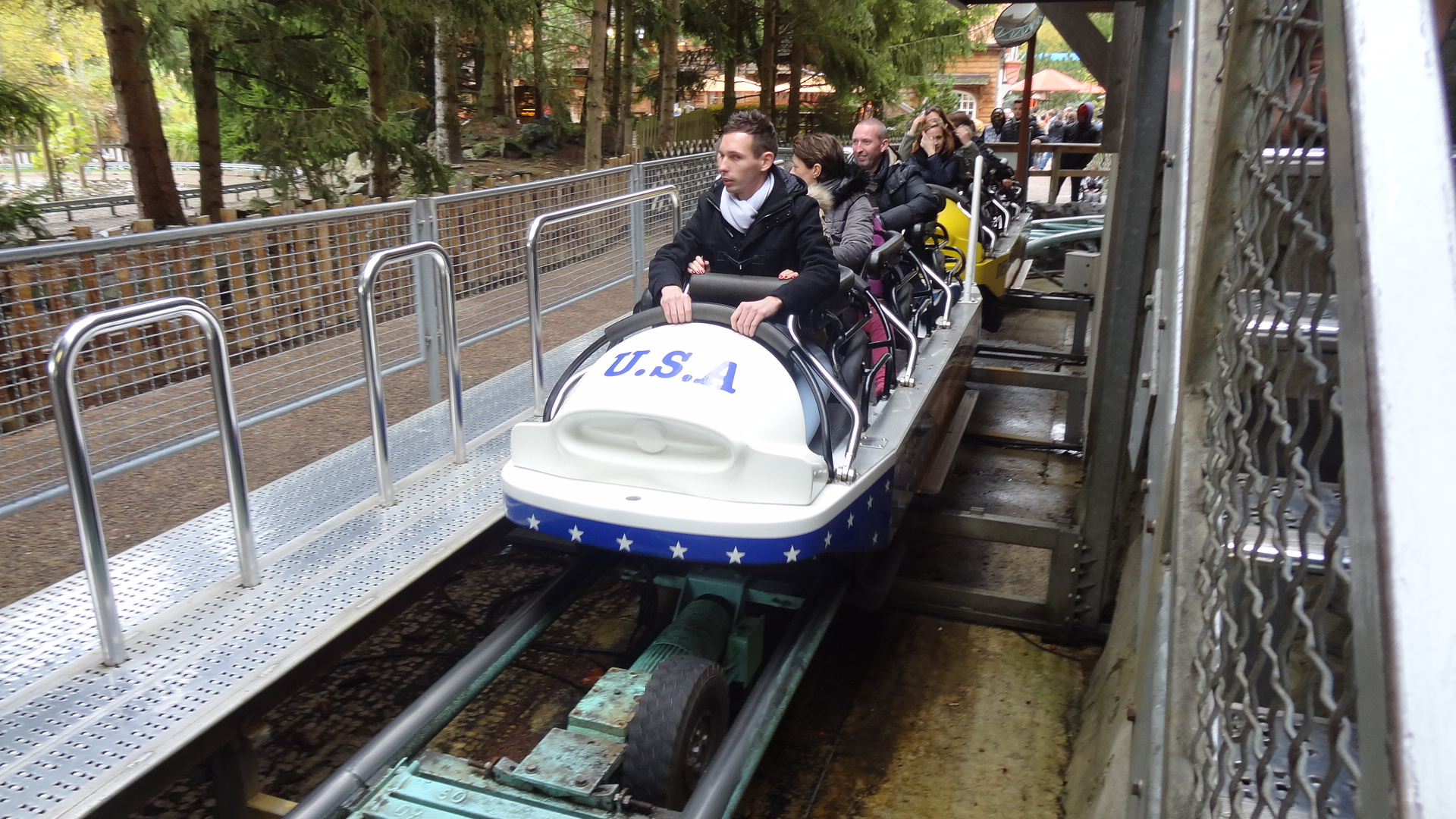
L'attraction en 2015.

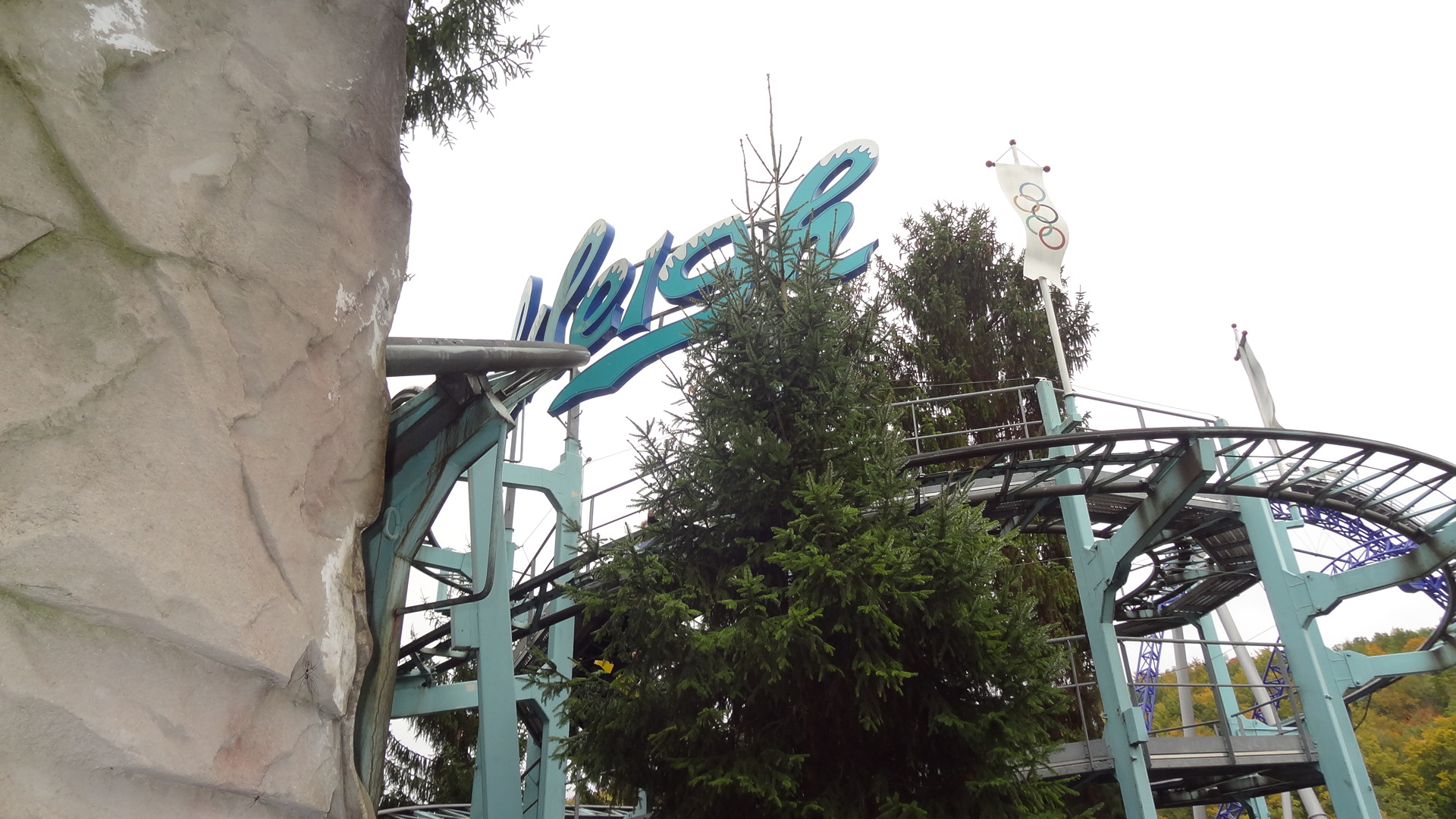
Vue du sol.

L'attraction dispose de deux trains composés de deux wagons. Les passagers s'assoient sur trois sièges de deux places par wagons — les deux passagers sont assis l'un derrière l'autre — pour un total de douze passagers par train. Le parcours consiste dans un premier temps à monter en spirale la montagne à allure réduite. Arrivé en haut, une première descente en courbe, quasi en piqué, est franchie à 60 km/h.
Le train plonge alors dans une grotte puis en ressort immédiatement. Une vitesse de l'ordre de 50 km/h est atteinte tout en négociant un virage avant de replonger dans une autre grotte. Puis, le bobsleigh termine sa course par un freinage brusque avant de laisser l'autre bobsleigh faire le parcours. On observe en haut de l'attraction le drapeau des Jeux olympiques car le bobsleigh est une discipline olympique. Il y a deux doubles-trains qui fonctionnent en permanence, chaque train représentant par un pays.

## Modèle
Construit entre 1972 et 1976, la particularité du modèle nommé Jet 400 City Jet d'Anton Schwarzkopf est qu'il possède une tour centrale alimentée électriquement qui peut servir de grue durant la construction de la structure, et qui sert également d’ascenseur (lift) pour la première montée en fonctionnement normal du parcours de montagnes russes.
C'est un modèle plus compact que son prédécesseur. Les cinq exemplaires vendus sont tous des modèles forains. Les sites ayant accueillis un modèle City Jet / Jet 400 sont par exemple Drievliet, Morey's Piers, Steel Pier, Gardaland, l'Exposition spécialisée de 1982, Lightwater Valley, parc Sokolniki, Loudoun Castle et Movieland Studios.

## Histoire
Initialement construite en 1973, l'attraction est longtemps exploitée par des forains. Elle est propriété des forains allemands Müller-Brüne. Aux Pays-Bas, elle a été employée par le néerlandais J. Bakker.
Le forain Hablützel l'exploite en Suisse et ensuite Kroon fait de même aux Pays-Bas, avant d'être installée à Drayton Manor, en Angleterre. Elle est exploitée par Ring-Bingo en Suède, avant Nigloland.
Quant aux parcs d'attractions, elle est proposée à Flevohof, aujourd'hui Walibi Holland, dès 1975,,. De 1981 à 1983, elle se dresse à Drayton Manor et après de 1995 à 2017 à Nigloland.
À l'origine, l'attraction est située dans le Village Rock'n roll de Nigloland, puis est absorbée par le Village suisse lors de l'ouverture de celui-ci. À son ouverture en 1995, les wagons ne possédaient pas de barres de sécurité. Elles sont ajoutées en 2004.
La fermeture des montagnes russes à Nigloland a lieu le 5 novembre 2017. Elles se dressent depuis mai 2018 au parc de la Vallée, dans le département des Deux-Sèvres en Nouvelle-Aquitaine, après un investissement de 200 000 euros.